# 本興寺 (鎌倉市)
本興寺（ほんこうじ）は、神奈川県鎌倉市大町にある日蓮宗寺院。山号は法華山。旧本山は比企谷妙本寺。池上・大坊法縁。

## 沿革
- 日蓮上人の鎌倉辻説法の由緒地（現：鎌倉市大町）に、延元元年（1336年）、日蓮の門弟「九老僧」の一人天目が休息山本興寺を建立した。永徳2年（1382年）、日什が2世となり、山号を法華山と改める。 「辻の本興寺」とよばれる。
- 慶長13年（1608年）、本興寺27世から妙満寺27世となった日経が不受不施を説いたため、江戸幕府によって京都六条河原で耳・鼻削ぎの刑に処せられ、関連寺院は取り潰された。これを慶長の法難という。
  - なお、日経が与同した師日奥らの不受不施派は、キリシタンとならんで幕府の厳しい詮議の対象となった。このため、30世日顕により万治3年（1660年）、 鎌倉郡飯田村に寺基を移したのが、現在の横浜市泉区上飯田町の本興寺である。本興寺の飯田移転については、30世日顕が、「妙本寺末寺本興寺」と「妙満寺末寺本興寺」を切り離し、妙満寺本興寺を別の地に建立しようと決心したことに端を発したともいわれている。
- その10年後の寛文10年（1670年）、比企谷妙本寺歴代照幡院日逞が辻説法旧地の衰退を嘆き、寺門の復興を願い、徳川家より寺領の寄付を受け、辻の旧地に本興寺を再興した。妙本寺末寺となって現在に至っている。

## 摘要
- この辺りの旧町名（大町の魚町橋・逆川橋から材木座の「元八幡」辺りまで）を「辻町」という。これは、「車大路」と「小町大路」との辻（交差点・四つ角）があったためであり、「辻の本興寺」、「辻の薬師堂」等の名称に、往時が偲ばれる。
- 本興寺門前に辻説法跡の記念碑が建てられている（このほか、小町2丁目にも同碑がある）。
- 朱色の山門を抜けると、見事な「百日紅」と「しだれ桜」、イチョウの古木が迎えてくれる。
- 境内に、「聖徳太子堂」がある。
- 寺宝に「日蓮聖人坐像」（背後に、左に釈迦牟尼佛・右に多宝如来像）、「天目上人像」がある。

## アクセス
- 鎌倉駅（東口）③のりばより京急バス　鎌31緑ヶ丘入口行き　に乗車し、大町四ツ角下車徒歩5分
- 逗子駅⑦のりばより京急バス 鎌40鎌倉駅（東口）行き　に乗車し、水道路下車徒歩5分